# 山口県道257号安岡停車場線
山口県道257号安岡停車場線（やまぐちけんどう257ごう やすおかていしゃじょうせん）は、山口県下関市を通る一般県道である。

## 概要
JR西日本山陰本線 安岡駅から国道191号に至る。

### 路線データ
- 起点：下関市安岡駅前1丁目（JR西日本山陰本線 安岡駅前）
- 終点：下関市安岡駅前1丁目（安岡駅前交差点、国道191号交点）

## 地理

### 通過する自治体
- 下関市

### 交差する道路
| 交差する道路 | 交差する場所  | 交差する場所          |
| ------------ | ------------- | --------------------- |
| 国道191号    | 安岡駅前1丁目 | 安岡駅前交差点 / 終点 |

### 沿線
- JR西日本山陰本線 安岡駅